# Lobotorna
Lobotorna là một chi bướm đêm thuộc họ Erebidae.